# Nymphon macrochelatum
Nymphon macrochelatum is een zeespin uit de familie Nymphonidae. De soort behoort tot het geslacht Nymphon. Nymphon macrochelatum werd in 1993 voor het eerst wetenschappelijk beschreven door Pushkin. 